# Mecklenbruch
Das Mecklenbruch ist ein Hochmoor im größtenteils bewaldeten Mittelgebirge Solling. Es liegt bei Silberborn im niedersächsischen Landkreis Holzminden (Deutschland) und war bis 2019 als eigenes Naturschutzgebiet ausgewiesen. Heute gehört es zum Naturschutzgebiet „Moore und Wälder im Hochsolling, Hellental“.

## Geographie

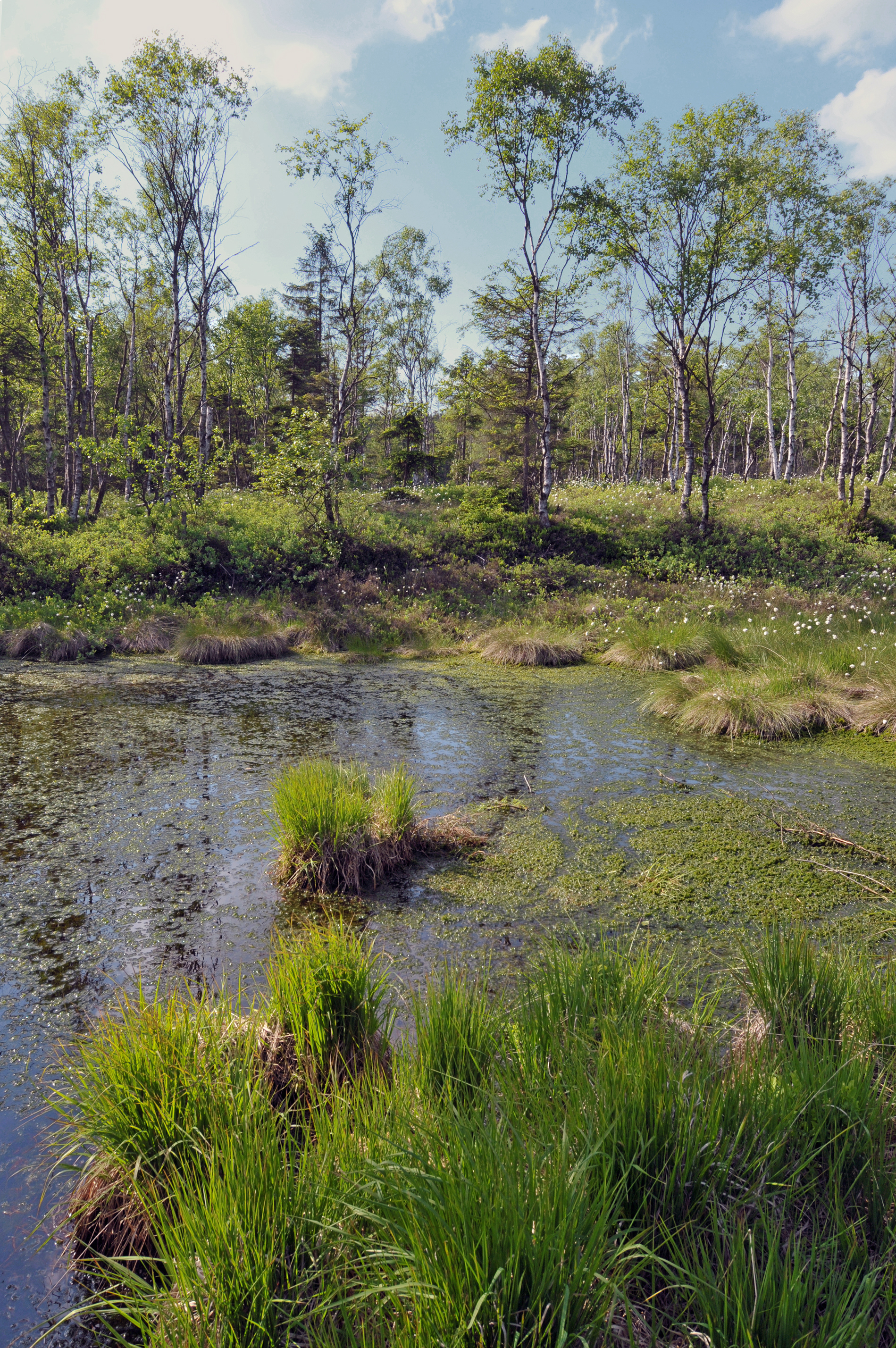
Moorbirkenwald mit Scheiden-Wollgras am Moorauge im Hochmoor Mecklenbruch (im Juni 2013)

### Lage
Das Mecklenbruch breitet sich im Hochsolling, dem höchsten Teil des Sollings, auf etwa 431 bis 465 m ü. NHN Höhe aus. Es liegt im Stadtgebiet von Holzminden ungefähr auf halber Luftlinie zwischen Boffzen und Dassel nördlich von Silberborn. Nach Nordosten fällt die Landschaft in Richtung des Heinader Ortsteils Hellental ab. Zu den Bergen der Umgebung gehören im Norden der Vogelherd (circa 507 m), im Nordnordosten der Große Ahrensberg (524,9 m) im Osten die Große Blöße (527,8 m) und im Südosten der Dasseler Mittelberg (507,3 m).

### Weser-Leine-Wasserscheide
Das Mecklenbruch liegt auf der Wasserscheide zwischen der Weser im Westen und der Leine im Osten. Der Großteil seines Wassers fließt durch die anfangs nach Südwesten verlaufende Holzminde direkt in die Weser. Das Wasser aus dem Nordostteil des Moorgebiets läuft durch die nach Nordosten fließende Helle, um dann durch den Spüligbach und die Ilme in die Leine zu münden.

### Naturräumliche Zuordnung
Der Mecklenbruch gehört in der naturräumlichen Haupteinheitengruppe Weser-Leine-Bergland (Nr. 37) und in der Haupteinheit Solling, Bramwald und Reinhardswald (370) zur Untereinheit Nördlicher Solling (370.0).

## Geschichte
Während der letzten Eiszeit bildete sich aus der Umlagerung verwitterten Sandsteins, der mit Löss vermengt wurde, wasserundurchlässiger Boden. Vor etwa 4500 Jahren bildeten Torfmoose kleine Hügel, die dann allmählich zusammenwuchsen. Im Zentrum entstand so eine fünf Meter mächtige Torfschicht. So wurde das Mecklenbruch zum bis heute größten Hochmoor im Bergland Niedersachsens außerhalb des Harzes. Der Name soll aus dem altsächsischen „mikil“ für „groß“ entstanden sein, was „Großer Bruch“ bedeutet. Urkundlich wurde es zuerst 1575 als „Mekelenbroik“ erwähnt.
Schon ab 1799 wurde der Torf über 40 Jahre hinweg als Brennstoff für eine dort errichtete Glashütte abgebaut. Auch nach den Weltkriegen wurde Torf abgebaut. Eigens angelegte schmale Kanäle entwässerten das Moor. Ein bereits 1939 aufgekommener Naturschutzgedanke wurde erst 1979 in einer neuen Verordnung aufgegriffen. 1981 begann man das Moor zu renaturieren. Die technischen Maßnahmen für die Erhöhung des Wasserstandes als Grundvoraussetzung einer Moorbildung wurden 2010 abgeschlossen. Dabei wurden für die Wiedervernässung Gräben aufgestaut und teilweise Fichten und Moor-Birken, die viel Wasser brauchen, entfernt, so dass diese heute nur an den Randzonen vorkommen.
Heute kehren die Torfmoose allmählich zurück, was die verbesserte, nun wieder standorttypische Artenzusammensetzung belegt. Bis sie das Wasser wieder großflächig halten können und die Moorregeneration mit einsetzender Torfbildung komplettiert ist, werden jedoch schätzungsweise noch viele Jahrzehnte vergehen.

## Natur und Schutzgebiete
Im Hochmoor Mecklenbruch ist Mittleres Torfmoos charakteristisch, zum Teil mit Scheiden-Wollgras oder Gewöhnlicher Moosbeere vergesellschaftet. In den Sommermonaten zeigen sich Smaragdlibellen und Torf-Mosaikjungfer.
Das Mecklenbruch liegt im ehemaligen Naturschutzgebiet (NSG) Mecklenbruch (CDDA-Nr. 82150; 1979 ausgewiesen; 63 Hektar groß). Im Nordosten grenzt das ehemalige NSG Hellental (CDDA-Nr. 163624; 1990; 1,28 km²; Nordwestteil; Landkreis Holzminden) und (CDDA-Nr. 163625; 1990; 54 ha; Südostteil; Landkreis Northeim) an; an den Nordwestteil dieses ehemaligen NSG grenzt in Mecklenbruchnähe das ehemalige NSG Vogelherd (CDDA-Nr. 166080; 1986; 61 ha). Zum 9. Juni 2019 gingen das Mecklenbruch und die anderen Naturschutzgebiete im neu ausgewiesenen Naturschutzgebiet „Moore und Wälder im Hochsolling, Hellental“ auf. Umgeben ist das Hochmoor vom Landschaftsschutzgebiet Solling-Vogler (CDDA-Nr. 324597; 2002; 242,138 km²). Es wird von Teilen des Fauna-Flora-Habitat-Gebiets Moore und Wälder im Hochsolling, Hellental (FFH-Nr. 4123-302; 14,3 km²) und von solchen des Vogelschutzgebiets Solling (VSG-Nr. 4223-401; 40,6 km²) eingenommen.

## Wandern und Sehenswertes

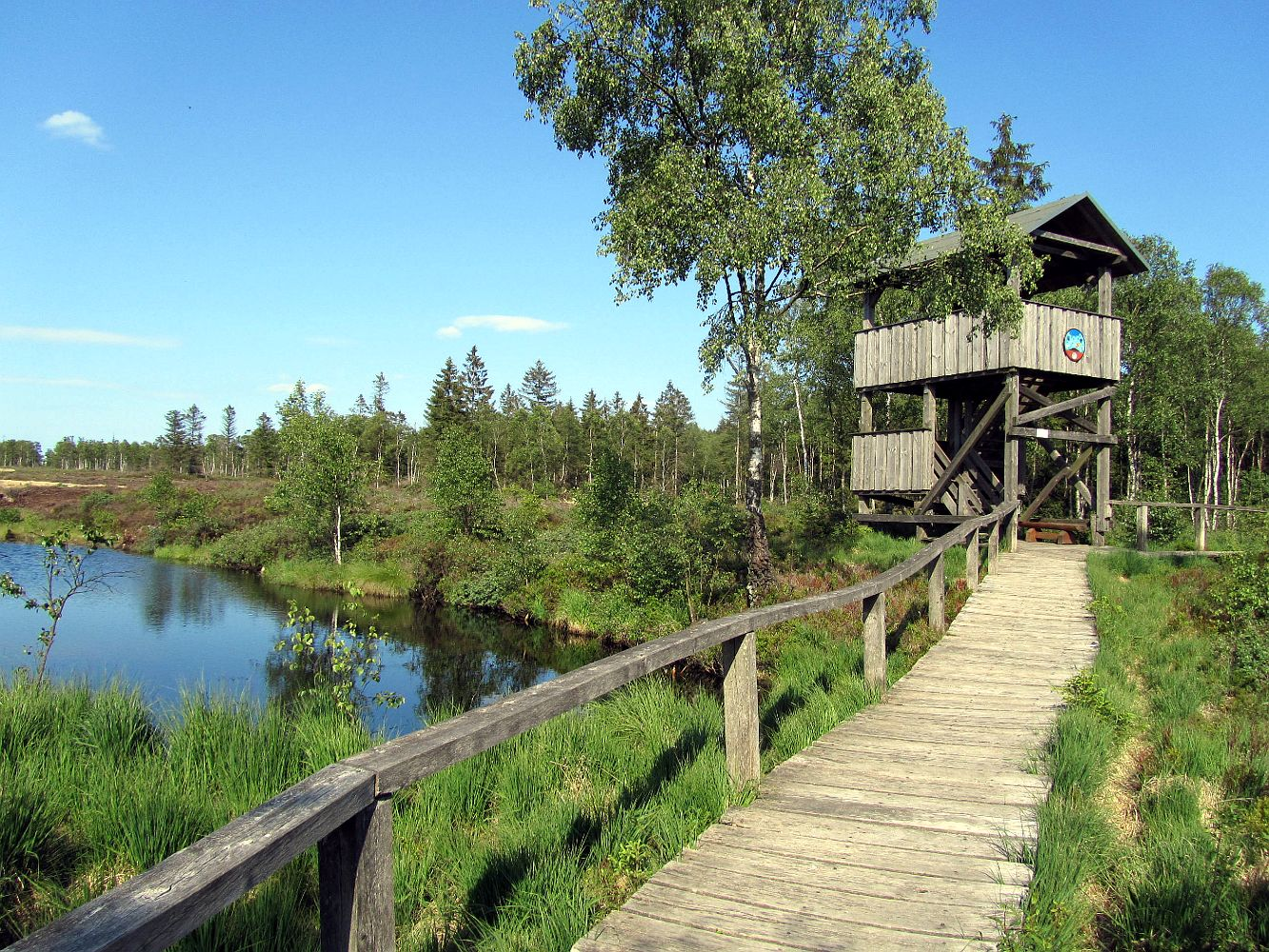
Steg mit Aussichtskanzel

Viele Wanderwege des Naturparks Solling-Vogler führen durch den Hochsolling und damit zu dem Moorgebiet, das auf Holzstegen erkundet werden kann. Dort angelegt ist ein Lehrpfad, der die Entstehungsgeschichte des Moores und Wissenswertes über Flora und Fauna aufzeigt.
Zu den Sehenswürdigkeiten in der Moorumgebung gehören der Hochsollingturm und der Wildpark Neuhaus (mit Waldmuseum).